# Leptostrangalia marginipennis
Leptostrangalia marginipennis är en skalbaggsart som beskrevs av Hayashi 1979. Leptostrangalia marginipennis ingår i släktet Leptostrangalia och familjen långhorningar. Inga underarter finns listade i Catalogue of Life.